# GERT
Метод графической оценки и анализа (GERT, англ. Graphical Evaluation and Review Technique) — альтернативный вероятностный метод сетевого планирования, применяется в случаях организации работ, когда последующие задачи могут начинаться после завершения только некоторого числа из предшествующих задач, причём не все задачи, представленные на сетевой модели , должны быть выполнены для завершения проекта.
Разработан в США в 1966 году.
Основу применения метода GERT составляет использование альтернативных сетей, называемых GERT-сетями. Они позволяют более адекватно задавать сложные процессы строительного производства в тех случаях, когда затруднительно или невозможно (по объективным причинам) однозначно определить, какие именно работы и в какой последовательности должны быть выполнены для достижения цели проекта (то есть существует многовариантность реализации проекта). Расчёт GERT-сетей, моделирующих реальные процессы, чрезвычайно сложен, однако программное обеспечение для вычисления сетевых моделей такого типа в настоящее время не распространено.

## Общие принципы GERT
GERT использует только обозначение-действия-на-стрелке (англ. activity-on-arrow notation). Это означает, что каждое действие описано на стрелке. Узлы используются для соединения действий, а также для определения типа и условий отношений между ними.
Каждая задача имеет два параметра: продолжительность и вероятность появления.
В GERT есть три логических оператора, которые касаются действий, входящих в узел:
- ИСКЛЮЧАЮЩЕЕ ИЛИ — альтернатива (возможен только один путь);

- ИЛИ — альтернатива (можно выполнить один или несколько путей);

- И — все пути должны быть выполнены.

Наиболее распространенным является И, что означает, что все входящие действия должны произойти до начала исходящего.
Существует также два типа отношений, которые касаются действий, исходящих из узла:
- детерминированный — каждое исходящее действие имеет вероятность, равную 1, что означает, что каждое из них будет выполнено;

- вероятностный — каждое исходящее действие имеет некоторую вероятность появления.